# سانجا يوروك (كتاب طبخ كوري)
كتاب سانجا يوروك (بالكورية: 산가요록؛ بالحروف الصينية (الهانجا): 山家要錄) هو كتاب طبخ كوري كُتب بالحروف الصينية (الهانجا) حوالي عام 1459 على يد الطبيب الملكي جون سون. يحتوي الكتاب أيضاً على أوصاف تتعلق بالزراعة, كباب "سجلات القرى الزراعية".
يَسبقُ كتاب سانجا يوروك مؤلَّف تحت عنوان سووون جيبّانغ للطبيب كيم يو بثمانين عامًا. يتناول هذا الكتاب 239 نوعًا من طرق الطهو، تشمل طرق تحضير المشروبات المقطرة، والعصائد، والحساءات، وكعكات الأرز، والحلويات، والأطباق التي يدخل في تركيبها التوفو.
عمل المؤلف جون سون في رعاية الأسرة المالكة صحيًّا خلال عهدي الملك مونجونغ والملك سيجو من سلالة جوسون، وسجّل لاحقًا كتابًا آخر بعنوان سيكريو تشانيو، وهو أول كتاب كوري معروف يُدوَّن حول العلاج الغذائي.
تكمن أهمية هذا المؤلَّف في تنوّع مناهج إعداد الأطباق فيه، إذ يشمل وصفات لتحضير 83 صنفًا من الأطعمة، منها 38 نوعًا من الكمتشي و63 نوعًا من المشروبات التقليدية.